# Camponotus boghossiani
Camponotus boghossiani är en myrart som beskrevs av Auguste-Henri Forel 1911. Camponotus boghossiani ingår i släktet hästmyror, och familjen myror.

## Underarter
Arten delas in i följande underarter:
- C. b. boghossiani
- C. b. stenoticus